# Greystones
Greystones (Irsk: Na Clocha Liatha) er en irsk by i County Wicklow i provinsen Leinster, i den centrale del af Republikken Irland med en befolkning (inkl. opland) på 14.569 indb i 2006 (11.913 i 2002) 